# Lubominek
Lubominek [lubɔˈminɛk] es un pueblo ubicado en el distrito administrativo de Gmina Nasielsk, dentro del Condado de Nowy Dwór Mazowiecki, Voivodato de Mazovia, en el este de Polonia central. Se encuentra aproximadamente a 3 kilómetros del noroeste de Nasielsk, a 22 kilómetros al norte de Nowy Dwór Mazowiecki, y a 47 kilómetros al norte de Varsovia.